# Faraglioni di Scopello

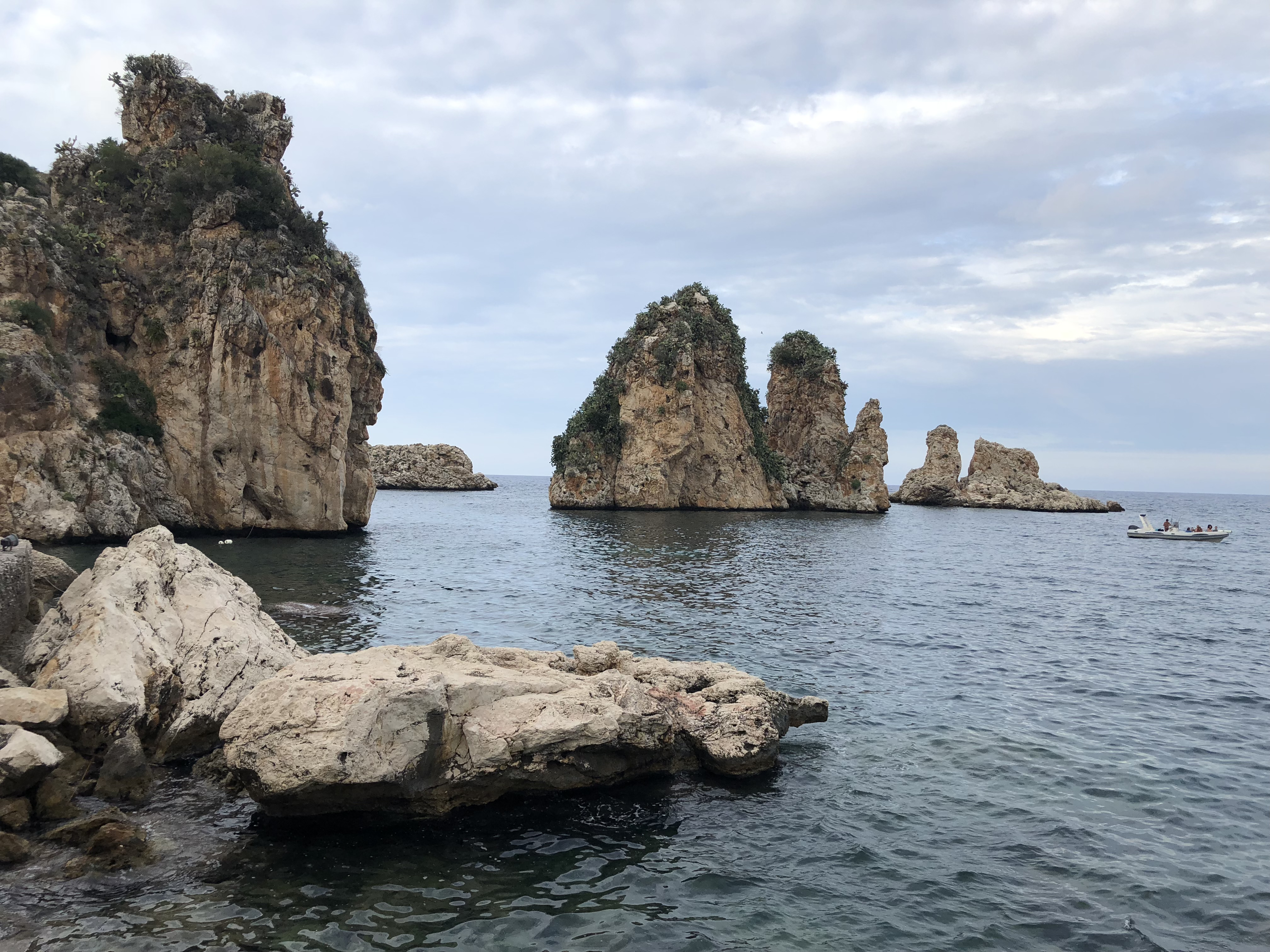
Faraglioni di Scopello

I faraglioni di Scopello sono tre picchi rocciosi ubicati nel nord-ovest della costa di Castellammare del Golfo, di fronte l'antica tonnara, famosi per la fitta vegetazione che li ricopre e grazie ai numerosi set cinematografici qui girati.
Ai faraglioni è legato il nome di Scopello, dal latino scopulus e dal greco scopelos che significa scogli.

## Flora e fauna
I Faraglioni di Scopello e le pareti rocciose circostanti, sono dominate dal gabbiano reale mediterraneo (Larus michahellis). È inoltre presente sui faraglioni una rigogliosa vegetazione mediterranea, composta principalmente da ficodindia (opuntia ficus indica).

## Cinema
La cornice dei faraglioni di Scopello è stata spesso oggetto di ripresa. Tra i vari film che hanno dato maggiore risalto ai faraglioni, ci sono Il commissario Montalbano (2002) con delle scene interamente girate a Scopello, Ocean's Twelve (2004), Tini - La nuova vita di Violetta (2016) e Màkari (2021).
Diversi sono stati anche gli spot pubblicitari che hanno visto i faraglioni di Scopello protagonisti: lo spot Wind in occasione dei mondiali di calcio del 2010 con Aldo, Giovanni e Giacomo, lo spot di That's amore Findus girato nel 2013 e ancora lo spot del brand Guess? girato nel 2017 alla presenza di Belén Rodríguez.